# George Crumb
George Henry Crumb Jr. (Charleston (West Virginia), 24 oktober 1929 – Media (Pennsylvania), 6 februari 2022) was een Amerikaanse componist van moderne en avant-garde muziek. Zijn werk wordt getypeerd door het gebruik van ongebruikelijke klankkleuren en speeltechnieken.

## Biografie
Crumb begon al op vroege leeftijd met componeren. In 1950 behaalde hij zijn bachelor aan het Mason College of Music in Charleston. Crumb geldt als een generatiegenoot van de Darmstadt-avantgardisten, zoals Karlheinz Stockhausen en Pierre Boulez, zonder zich te storen aan scholen en systeemdwang. Na het behalen van zijn masters aan de Universiteit van Illinois te Urbana-Champaign studeerde hij een jaar in Berlijn (1954-55). Daar ontdeed hij zich van nieuwe trends en ging zijn eigen weg. Daarna keerde hij terug naar de Verenigde Staten waar hij in 1959 zijn doctoraal-graad in compositie behaalde aan de Universiteit van Michigan.
Hoewel Crumb veel bekendheid heeft verworven met zijn composities voorzag hij vooral met lesgeven in zijn levensonderhoud. Vanaf 1965 gaf hij les aan de Universiteit van Pennsylvania, meer dan dertig jaar, tot zijn pensioen in 1997. Onder zijn leerlingen zijn onder anderen de componisten Uri Caine en Osvaldo Golijov. Na zijn pensioen bleef hij componeren.
Crumb werd diverse malen onderscheiden voor zijn werk. Zo ontving hij de Pulitzerprijs voor het orkestwerk Echoes of Time and the River in 1968 en een Grammy Award voor Star-Child in 2001.

### Privéleven
Crumb was getrouwd en kreeg twee zoons en twee dochters. Zijn zoon David werd ook componist. Zijn dochter Ann was actrice en zangeres. Zij overleed in 2019 aan de gevolgen van kanker. Crumb overleed in februari 2022 op 92-jarige leeftijd.

## Stijl en werk
Crumbs werk kenmerkt zich door een onorthodoxe benadering van speeltechniek en uitvoering. Vaak wordt van de spelers gevraagd dat zij het instrument op ongebruikelijke manieren bespelen, of dat zij tijdens het stuk het podium verlaten en weer opkomen. Ook wat opmaak van de notatie betreft verlaat Crumb vaak de gebaande paden. In een aantal van zijn stukken staat de muziek bijvoorbeeld genoteerd in een cirkel of spiraalvorm.
Hij toonzette diverse teksten van de Spaanse dichter Federico García Lorca. Voorbeelden hiervan zijn Ancient Voices of Children, een liederencyclus uit 1970 voor twee zangers en klein ensemble waaronder ook een speelgoedpiano, alsmede de vier boeken met madrigalen die hij schreef in de late jaren 60. Verder schreef hij veel van zijn vocale werken voor de mezzosopraan Jan DeGaetani.
Een van Crumbs bekendste werken is Black Angels uit 1970, een werk vol heftige kleurschakeringen gecomponeerd naar aanleiding van de Vietnamoorlog. Het is geschreven voor elektrisch strijkkwartet, hoewel ook gebruik kan worden gemaakt van versterkte akoestische instrumenten. Niet alleen wordt van de strijkers gevraagd dat zij hun instrumenten op diverse onconventionele manieren bespelen, maar ook bespelen zij andere instrumenten, waaronder gong en glasharmonica. Met name door een opname van het Amerikaanse Kronos Quartet werd dit strijkkwartet bekend.
Een ander bekend werk is Makrokosmos, een serie van vier boeken met composities voor piano. De titel verwijst naar Béla Bartóks Mikrokosmos, een soortgelijke serie met korte karakterstukken. Crumb gaat echter veel verder als het gaat om speeltechniek. De piano is niet alleen versterkt, maar ook geprepareerd door middel van het plaatsen van objecten tussen de snaren. Crumb zelf noemt de techniek van pianopreparatie overigens "extended piano". De speler moet meerdere malen woorden roepen of zingen.
In het werk Vox Balaenae ("stem van de walvis") dragen de drie spelers, een fluitist, cellist en pianist, maskers. De compositie verklankt de geluiden van bultruggen. De fluitist zingt tijdens het stuk door de fluit.
In 2017 was Crumb de "componist in focus" op het Holland Festival met drie concerten en een symposium.

## Werken

### Orkest
- Gethsemane (1947), voor klein orkest
- Diptych (1955)
- Variazioni (1959), voor groot orkest
- Echoes of Time and the River (Echoes II) (1967)
- A Haunted Landscape (1984)

### Vocaal werk met orkest
- Star-Child (1977, gereviseerd in 1979), voor sopraan, kinderstemmen, een spreekkoor van mannenstemmen en groot orkest

### Kamermuziek
- Twee duetten (1944?), voor fluit en klarinet
- Vier stukken (1945), voor viool en piano
- Vioolsonate (1949)
- Strijktrio (1952)
- Drie pastorale stukken (1952), voor hobo en piano
- Vioolsonate (1953)
- Strijkkwartet (1954)
- Sonate voor cello solo (1955)
- Vier nocturnes (Night Music II) (1964), voor viool en piano
- Eleven Echoes of Autumn (Echoes I) (1966), voor viool, altfluit, klarinet en piano
- Black Angels (Images I) (1970), voor elektrisch strijkkwartet
- Vox Balaenae (Stem van de walvis) (1971), voor elektrische fluit, elektrische cello en versterkte piano
- Music for a Summer Evening (Makrokosmos III) (1974), voor twee versterkte piano’s en slagwerk (twee spelers)
- Dream Sequence (Images II) (1976), voor viool, cello, piano, slagwerk en 2 glasharmonica’s (off-stage)
- Strijktrio (1982)
- Pastoral Drone (1982), voor orgel
- An Idyll for the Misbegotten (Images III) (1986), voor versterkte fluit en slagwerk (drie spelers)
- Easter Dawning (1991), voor beiaard
- Quest (1994), voor gitaar, sopraansaxofoon, harp, contrabas en slagwerk (twee spelers)
- Mundus Canis (Hondenwereld) (1998), voor gitaar en slagwerk

### Piano
- Pianosonate (1945)
- Prelude en toccata (1951)
- Vijf stukken (1962)
- Makrokosmos, Volume I (1972), voor versterkte piano
- Makrokosmos, Volume II (1973), voor versterkte piano
- Celestial Mechanics (Makrokosmos IV) (1979), voor versterkte piano (quatre-mains)
- A Little Suite for Christmas, A.D. 1979 (1980)
- Gnomic Variations (1981)
- Processional (1983)
- Zeitgeist (Tableaux Vivants) (1988), voor twee versterkte piano’s
- Eine Kleine Mitternachtmusik (A Little Midnight Music) (2002)
- Otherworldly Resonances (2003), voor twee piano’s

### Vocaal
- Vier liederen (1945?), voor stem, klarinet en piano
- Zeven liederen (1946), voor stem en piano
- Three Early Songs (1947), voor stem en piano
- A Cycle of Greek Lyrics (1950?), voor stem en piano
- Night Music I (1963, revised 1976), voor sopraan, piano/celesta en twee slagwerkers
- Madrigals, Book I (1965), voor sopraan, vibrafoon en contrabas
- Madrigals, Book II (1965), voor sopraan, fluit/altfluit/piccolo en slagwerk
- Songs, Drones, and Refrains of Death (1968), voor bariton, elektrische gitaar, elektrische contrabas, versterkte piano/klavecimbel en twee slagwerkers
- Night of the Four Moons (1969), voor alt, fluit/piccolo, banjo, elektrische cello en slagwerk
- Madrigals, Book III (1969), voor sopraan, harp en slagwerk
- Madrigals, Book IV (1969), voor sopraan, fluit/altfluit/piccolo, harp, contrabas en slagwerk
- Ancient Voices of Children (1970), voor mezzo-sopraan, jongenssopraan, hobo, mandoline, harp, versterkte piano (en speelgoedpiano), en twee slagwerkers
- Lux Aeterna (1971) voor sopraan, basfluit/sopraanblokfluit, sitar en twee slagwerkers
- Apparition (1979), voor sopraan en versterkte piano
- The Sleeper (1984), voor sopraan en piano
- Federico's Little Songs for Children (1986), voor sopraan, fluit/piccolo/altfluit/basfluit en harp
- American Songbook I: Unto the Hills (2001), voor sopraan, slagwerkkwartet en piano
- American Songbook II: A Journey Beyond Time (2003), voor sopraan, slagwerkkwartet en piano
- American Songbook III: River of Life (2003), voor sopraan, slagwerkkwartet en piano
- American Songbook IV: Winds of Destiny (2004), voor sopraan, slagwerkkwartet en piano
- American Songbook V: Voices from a Forgotten World (2007) voor sopraan, bariton, slagwerkkwartet en piano
- American Songbook VI: Voices from the Morning of the Earth (2008), voor sopraan, bariton, slagwerkkwartet en piano

### Koorwerk
- Alleluja (1948), voor koor

## Filmografie
- George Crumb: The Voice of the Whale (1976). Geregisseerd en geproduceerd door Robert Mugge. Geïnterviewd door Richard Wernick. New York, New York: Rhapsody Films (uitgebracht in 1988).